# Triphosa variegata
Triphosa variegata là một loài bướm đêm trong họ Geometridae.